# Mistrzostwa Europy U-17 w Piłce Nożnej Kobiet 2009
Mistrzostwa Europy U-17 w piłce nożnej kobiet 2009 – druga edycja piłkarskich Mistrzostw Europy kobiet do lat 17. Odbyły się w dniach 22-25 czerwca 2009 w szwajcarskim Nyonie. W rozgrywkach wzięły udział 4 drużyny, tytuł z 2008 roku obroniły Niemki.

## Zakwalifikowane drużyny
- Francja
- Hiszpania
- Niemcy
- Norwegia

## Półfinały
| 22 czerwca 2009 14:30 CET | Norwegia | 0:20:1 | Hiszpania · Amanda Sampedro 11' · Esther González 47' | Centre sportif de Colovray, Nyon Sędzia: Esther Azzopardi |
|                           |          |        |                                                       |                                                           |

| 22 czerwca 2009 18:30 CET | Niemcy · Kyra Malinowski 30' 46' 75' · Annika Doppler 36' | 4:12:1 | Francja · Anais Ribeyra 34' | Centre sportif de Colovray, Nyon Sędzia: Katalin Kulcsár |
|                           |                                                           |        |                             |                                                          |

## o 3 miejsce
| 25 czerwca 2009 11:00 CET | Norwegia · Catherine Dekkerhus 63' | 1:30:0 | Francja · Anais Ribeyra 66' 79' · Tatiana Solanet 80+1' | Centre sportif de Colovray, Nyon Sędzia: Esther Azzopardi |
|                           |                                    |        |                                                         |                                                           |

## Finał
| 25 czerwca 2009 14:30 CET | Hiszpania | 0:70:2 | Niemcy · Lynn Mester 3' · Kyra Malinowski 14' 42' 45' 50' 80' · Johanna Elsig 67' (k.) | Centre sportif de Colovray, Nyon Sędzia: Katalin Kulcsár |
|                           |           |        |                                                                                        |                                                          |

## Strzelczynie
8 goli
- Kyra Malinowski

3 gole
- Anais Ribeyra

1 gol
- Tatiana Solanet
- Amanda Sampedro
- Esther González
- Annika Doppler
- Johanna Elsig
- Lynn Mester
- Catherine Dekkerhus